# José Martínez Ruiz

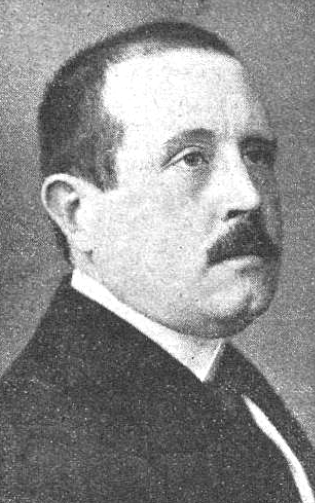
Azorín.

José Augusto Trinidad Martínez Ruiz, besser bekannt unter seinem Künstlernamen Azorín (* 8. Juni 1873 in Monóvar, Provinz Alicante; † 2. März 1967 in Madrid), war ein spanischer Schriftsteller, Literaturkritiker und Politiker.

## Leben
José Martínez Ruiz wurde als Sohn eines konservativen Anwalts und Gutsbesitzers in Monóvar, in der spanischen Provinz Alicante, als ältestes von neun Kindern geboren. Er besuchte das Gymnasium in einem Internat der Piaristen in Yecla und studierte von 1888 bis 1896 Jura in Valencia. In seiner Jugend interessierte er sich für die philosophische Strömung des Krausismo und für den Anarchismus. Früh begann er sich als Journalist und Theaterkritiker in diversen Zeitungen zu betätigen. Auch übersetzte er diverse Texte anarchistischer Autoren, so zum Beispiel das Drama L'Intruse von Maurice Maeterlinck oder In Russian and French Prisons (1887) von Kropotkin. 1895 veröffentlichte er selbst zwei Essays, „Anarquistas literarios“ und „Notas sociales“, in denen er sich zu anarchistischen Ideen äußerte. Seine Abschlussprüfungen legte er in Granada und Salamanca ab, doch mehr als das Studium interessierte ihn das Theater.
1896 kam er nach Madrid, um seine Studien fortzusetzen; dort betätigte er sich als Journalist in diversen republikanischen Medien, sowie als Übersetzer und Literaturkritiker. Unter anderen benutzte er folgende Pseudonyme: „Cándido“, „Ahrimán“, „Charivari“ und „Este“. In seiner autobiographischen Romantrilogie La voluntad, Antonio Azorín und Las confesiones de un pequeño filósofo, die er zwischen 1902 und 1904 veröffentlichte, gab er schließlich der Hauptfigur den Namen, den er später als Pseudonym verwenden sollte: „Azorín“. Unter dieser Bezeichnung ist er auch in die spanische Literaturgeschichte eingegangen. Er war ein Vertreter der Generación del 98 (Generation von 98) und gab dieser Gruppe auch ihren Namen.
Ab 1905 schwenkte er in seiner politischen Linie zum Konservatismus; er begann bei der Tageszeitung ABC mitzuarbeiten und war zwischen 1907 und 1919 fünf Mal konservativer Abgeordneter und zeitweilig auch Staatssekretär im Unterrichtsministerium unter Antonio Maura. Er unternahm zahlreiche Spanienreisen und beschäftigte sich mit der spanischen Literatur des Siglo de Oro. Unter der Diktatur von Miguel Primo de Rivera legte Azorín alle seine politischen Ämter nieder. 1924 wurde er zum Mitglied der Real Academia Española gewählt. Als 1936 der Bürgerkrieg ausbrach, flüchtete er mit seiner Frau aus Madrid und ließ sich in Frankreich nieder. Nach Beendigung des Bürgerkriegs kehrte er nach Spanien zurück. Azorín starb im Alter von 93 Jahren als einer der letzten Angehörigen der Generación del 98.

## Werk
Azorín gilt als einer der bedeutenden Vertreter der Generation von 1898. In seinem Werk entdeckte er die karge kastilische Landschaft und ihre ärmlichen Bewohner, verdrängte jedoch das reale Elend und verklärte die Ärmlichkeit zum Idyll. Der spanische Philosoph José Ortega y Gasset charakterisierte seine Schreibweise als: „Maximus in minimis“: Das Kleine, scheinbar Unscheinbare, nimmt alle Aufmerksamkeit in Anspruch. Die größten Probleme der Geschichte werden in Details der alltäglichen Realität gesehen. Azoríns Stärke liegt in der impressionistischen Stimmungsskizze, nicht im handlungsarmen Roman oder im bühnenschwachen Experimentiertheater. In seinen Essays beschäftigte er sich auch mit klassischen Werken der spanischen Literatur wie dem Don Quijote.

### Essays
- Los pueblos 1905
- La ruta de Don Quijote („Der Weg Don Quijotes“) 1905
- España 1909
- Castilla 1912
- Al margen de los clásicos 1915
- El paisaje de España visto por los españoles 1917

### Romane
- Trilogie:
  - La Voluntad 1902
  - Antonio Azorín 1903
  - Las confesiones de un pequeño filósofo 1904
- Don Juan 1922
- Doña Inés 1925

### Drama
- Old Spain (1926)
- Brandy, mucho brandy (1927)
- Comedia del arte (1927)
- Trilogie Lo invisible
  - La arañita en el espejo
  - El segador
  - Doctor Death, de 3 a 5

### In deutscher Übersetzung
- Bekenntnisse eines kleinen Philosophen. [Die Übertragung ins Deutsche haben Lienhart Roffler und Jaime Romagosa besorgt.] Bern-Bümpliz: Züst, 1949.
- Spanische Visionen: Literarische Paraphrasen. [Aus dem Spanischen übertragen von Anna Maria Ernst-Jelmoli] Zürich: Rascher, 1942 (Europäische Bibliothek).
- Auf den Spuren Don Quichotes. [Aus dem Spanischen übersetzt von Anna Maria Ernst-Jelmoli. Einführung: Fritz Ernst]. Mit 6 farbigen und 8 schwarzen Wiedergaben nach Gemälden von Fritz Widmann. Zürich: Rascher, 1923.